# Postcolonial Cinema
Postcolonial Cinema (oder Post-Colonial Cinema) ist ein Begriff, der an den literaturwissenschaftlichen Diskurs um die Postcolonial Studies angelehnt ist, aber bislang nicht fest umrissen wurde.
Die französische Schule geht beim Begriff des postkolonialen Kinos von ihren Kolonien in Afrika aus und wie sich der Film nach der Unabhängigkeit der Länder entwickelt hat. Die Postcolonial Studies gehen jedoch weiter und schauen auf das Verhältnis von imperialen/hegemonialen Mächten und den Unterdrückten. Bereits der erste Funke des Widerstandes gehört demnach zu den postkolonialen Bewegungen.
In Bezug auf das Kino gehören hierzu Filme von Satyajit Ray und Ousmane Sembène, die sich mit der Geschichte und dem eigenen kulturellen Gedächtnis auseinandersetzen. Wichtige Begriffe des postkolonialen Kinos sind unter anderem Differenz, Ort, Migration, Hybridität, Nation, Repräsentation, Sprache und Geschichte. Abzugrenzen ist das postkoloniale Kino vom Third Cinema und dem Begriff des Third World Cinema. Postcolonial Cinema umfasst die Gebiete der Subaltern Studies, Cultural Studies und der Orientalismusdebatte sowie der neueren Studien zu Migration und Kino.